# Paolo Isotta
Paolo Isotta (Nápoles, 18 de octubre de 1950-12 de febrero de 2021) fue un crítico musical, musicólogo y escritor italiano.

## Biografía
Hijo de un abogado civil, asistió a la escuela secundaria Umberto I en Nápoles y después a las facultades de Derecho y Letras de la Universidad de Nápoles Federico II. Estudió piano con Vincenzo Vitale y composición con Renato Parodi y Renato Dionisi.
En 1971, obtuvo una cátedra como profesor extraordinario en el Conservatorio Francesco Cilea en Reggio Calabria, antes de convertirse en profesor ordinario en Turín y luego en Nápoles. En 1994 dejó la enseñanza "por intolerancia progresiva hacia los estudiantes actuales". En enero de 2019, el Conservatorio de Música "San Pietro a Majella" de Nápoles lo nombró Profesor Emérito (protocolo n. 4978).
En 1974, fue contratado como crítico musical para el recién nacido Il Giornale por su fundador Indro Montanelli.  En 1980, se mudó a Corriere della Sera, donde continuó su trabajo como crítico hasta 2015. Durante la década de 1980, con Piero Buscaroli, dirigió la serie Musica e Storia para Mondadori y La Musica para Rusconi. En 1981 firmó la biografía de Dino Ciani para el Diccionario biográfico de los italianos de la Enciclopedia Treccani.
Por su actividad como periodista musical, publicada en gran parte en el Corriere della Sera, en 1990 fue galardonado con el Premiolino. También escribe varios ensayos sobre la historia de la música y musicología. Entre los libros Los diamantes de la corona (1974), el primer libro dedicado a las obras serias de Gioachino Rossini e Il ventriloquo di Dio (1983), presentado por el germanista Giorgio Zampa, sobre la influencia de la música en las obras de Thomas Mann.  En 1992 presentó nueve episodios, en Rai 3, de la serie de Grandes intérpretes, dedicada al director rumano Sergiu Celibidache.
En 2013 publicó un artículo muy crítico sobre Daniel Harding e, indirectamente sobre Claudio Abbado, después de lo cual Stéphane Lissner, superintendente del Teatro alla Scala de Milán, lo declaró "persona non grata".
El 16 de octubre de 2015, anunció en las columnas del Corriere el final de su colaboración con el periódico milanés: "Regresaré a ser músico y nada más que eso. Este artículo cierra mi actividad como crítico musical durante más de cuarenta y dos años». Afirmó que tenía la intención de dedicarse de ahora en adelante solo al estudio y la escritura de nuevos libros. Más tarde, produjo nuevos trabajos de ensayo sobre Verdi, Paisiello, Wagner, la historia de los Conservatorios Napolitanos (De Parthenopes musices disciplina. Educación musical en Nápoles desde la Edad Media hasta nuestros días, Nápoles, 2018), Rocco Pagliara, Donizetti, Rossini, Verdi nuevamente, los sentimientos de los animales en la música y la literatura (Reunión "Las dos culturas", septiembre de 2016; El canto de los animales. Nuestros hermanos y sus sentimientos en la música y en la poesía, Marsilio, 2017), La dotta lira. Ovidio y la música (Marsilio, 2018), el primer libro dedicado a un tema fundamental de la historia de la cultura desde el Renacimiento hasta nuestros días. 
Desde el 21 de octubre de 2015 comienza su colaboración actual en Il Fatto Quotidiano, donde escribe sobre música, cultura, política y costumbres. Desde 2018 también colabora con el periódico Libero. 
Sus libros, de los cuales los de los últimos años han sido considerados obras importantes de la literatura italiana, han sido elogiados por personalidades culturales y artísticas como Isaiah Berlin, Giorgio Zampa, Gregorio Sciltian, Roman Vlad, Gennaro Sasso, Aldo Masullo, Luigi Baldacci, Emanuele Severino, Raffaele La Capria , Ortensio Zecchino, Vincenzo Scotti, Ciriaco De Mita, Gerardo Bianco, Giuseppe Galasso, Fulvio Tessitore, Alessandro Barchiesi, John. A. Rice, Otto Biba, Quirino Principe. En septiembre de 2017 recibió el premio "Isaiah Berlin" por "méritos culturales sobresalientes", después de Mario Vargas Llosa, Ralf Dahrendorf, Amartya Sen, Giuseppe Galasso, Giovanni Sartori, Andrea Carandini y otros. 
Desde febrero de 2019 es profesor emérito del Conservatorio San Pietro a Majella en Nápoles. 
Es miembro del Partido Radical y de la Asociación "Luca Coscioni".

## Obras

### Libros
- Antonio Caldara: problemi e prospettive. Firenze: Leo S. Olschki. 1971.
- I diamanti della corona. Grammatica del Rossini napoletano, Torino, Utet, 1974
- I sentieri della musica. Milano: Arnoldo Mondadori Editore. 1979.
- Un incontro al vertice. Mozart e il "Messia" di Haendel, Milano, 1980
- Dixit Dominus Domino meo. Struttura e semantica in Händel e Vivaldi, Milano, Edizioni Internazionali di Musica Sacra, 1980.
- Per una lettura de "Il Turco in Italia" di Rossini, 1984
- Il ventriloquo di Dio: Thomas Mann e la musica nell'opera letteraria. presentazione di Giorgio Zampa. Milano: Rizzoli. 1983.
- Le ali di Wieland. Sette temi musicali. Milano: Rizzoli. 1984.
- Trasposizioni pianistiche di Paganini, in "Atti del Congresso Internazionale di Studi paganiniani", Génova, 1984.
- Protagonisti della musica. Milano: Longanesi. 1988.
- Victor De Sabata. Un compositore, Milano, 1992
- Omaggio a Renata Tebaldi, Milano, 2002
- La virtù dell'elefante. La musica, i libri, gli amici e San Gennaro. Venezia: Marsilio Editori. 2014. Premio Acqui Storia 2015
- Altri canti di Marte. Udire in voce mista al dolce suono. Venezia: Marsilio Editori. 2015.
- Les Vepres siciliennes: Verdi e il trionfo dell'amor paterno (in lingua croata); Zagabria, 2015
- Un quinto angelo di nome Leonora, Venezia, Edizioni del Teatro La Fenice, 2016
- Otello: Shakespeare, Napoli, Rossini, Napoli, Edizioni del Teatro San Carlo, 2016.
- Paisiello e il mito di Fedra, Napoli, "Quaderni di Napoli nobilissima", 2016. Premio "Giovanni Paisiello" 2017.
- Jérusalem. Verdi et la persécution de l'honneur, Liegi, Opéra Royale de Wallonie, 2017.
- Martucci, Rocco Pagliara e la rosa dei venti wagneriana: Bayreuth, Parigi, Napoli, "Napoli nobilissima", 2017
- L'estetica della Bellezza nei "Meistersinger von Nuernberg" di Wagner, Ariano Irpino, Edizioni Biogem,  2017.
- Il canto degli animali. I nostri fratelli e i loro sentimenti in musica e in poesia, Venezia, Marsilio, 2017
- De Parthenopes musices disciplina, Napoli, edizioni arte-m, 2018.
- "Non si pasce di cibo mortale chi si pasce di cibo celeste". Il convito e la fame tra mito, musica, poesia e teatro napoletano, Ariano Irpino, Edizioni Biogem, 2018.
- La dotta lira. Ovidio e la musica, Venezia, Marsilio, 2018.
- La tradizione napoletana dei Responsori per la Settimana Santa. Tenebra della Passione e luce di Leonardo Leo, "Napoli nobilissima", 2018.
- Rossini 1868-2018. Schizzo per un ritratto, Roma,  2018
- La rivoluzione estetica del "Rigoletto", Roma, 2019

### Coordinaciones
- Gioacchino Rossini, Mosè in Egitto, a cura di Paolo Isotta, Torino, UTET 1974

- Henry Barraud (1978).  Paolo Isotta, ed. Berlioz. Milano: Rusconi.
- Joseph Edward Dent (1979).  Paolo Isotta, ed. Il teatro di Mozart. Milano: Rusconi.
- Curt Sachs (1980).  Paolo Isotta, ed. Storia degli strumenti musicali. Milano: Mondadori.
- F. Manfred Bukofzer (1982).  Paolo Isotta, ed. La musica barocca. Milano: Rusconi.
- Friedrich Blume, Storia della musica, a cura di Paolo Isotta, Milano, Mondadori, 1984.

### Introducciones
- Giorgio Locchi (1982). Wagner, Nietzsche e il mito sovrumanista. con un saggio introduttivo di Paolo Isotta. Napoli: Akropolis.
- Richard Wagner (1983). L'opera d'arte dell'avvenire. con un saggio introduttivo di Paolo Isotta. Milano: Rizzoli.
- Franz Liszt (1983). Lohengrin e Tannhäuser di Richard Wagner. introduzione di Paolo Isotta. Milano: Mondadori.
- Thomas Mann (1984). Scritti su Wagner. introduzione di Paolo Isotta. Milano: Mondadori.

### Prólogos
- Sara Zurletti (2016). Amore luminoso, ridente morte : il mito di Tristano nella Morte a Venezia di Thomas Mann. prefazione di Paolo Isotta. Roma: Castelvecchi.